# Eumonhystera mwerazii
Eumonhystera mwerazii is een rondwormensoort uit de familie van de Monhysteridae. De wetenschappelijke naam van de soort is voor het eerst geldig gepubliceerd in 1957 door Meyl.